# Глогов
Глогов (пољ. Głogów) град је у Пољској у Војводству доњошлеском. По подацима из 2012. године број становника у месту је био 69 185.
.

## Становништво
| 1946. | 1950. | 1960. | 1970.  | 1980.  | 2012.  |
| ----- | ----- | ----- | ------ | ------ | ------ |
| 1.681 | 3.825 | 9.179 | 20.558 | 53.742 | 69 185 |

## Партнерски градови
- Риза
- Миделбург